# Клан Макнікейл

Ембрема (гребінь, хрест) клану Макнікейл.

Герб вождів клану Макнікейл.

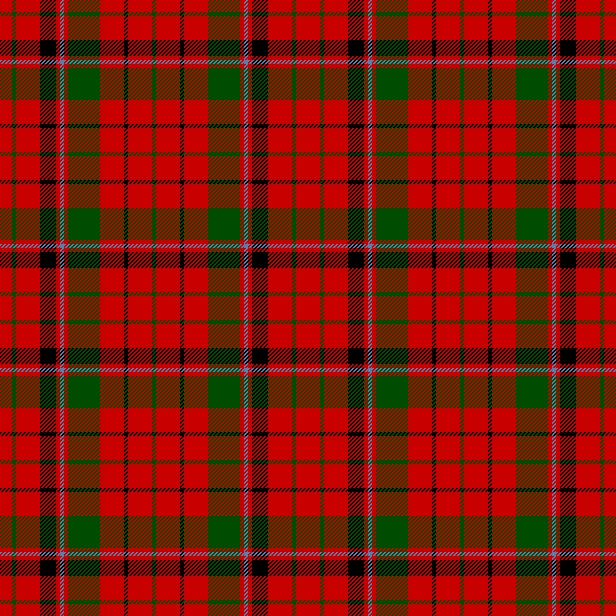
Тартан клану Макнікейл.

Клан Макнікейл (шотл. - Clan MacNeacail, Clan MacNicol) – він же: клан МакНікол – один з кланів Шотландії. Володів землями на острові Скай. У давні часи клан мав володіння також на острові Льюїс, а також на основній частині Шотландії. Але ці землі були втрачені внаслідок династійного шлюбу спадкоємиці цих земель з клану Макнікейл з вождем клану МакЛауд. В історичних документах першою згадкою про клан є запис про Джона Мак Накіла як про прибічника англійського короля Едварда І. Наступна згадка в історичних документах про клан Макнікейл є в документах XVI століття, коли клан жив і володів землями на острові Скай. У XVII столітті гельську назву Макнікейл замінили на англійську Ніколсон, але цю назву мав зовсім інший клан інакшого походження. Нині частина людей клану Макнікейл продовжує носити прізвище Ніколсон, але більшість повернули прізвище і назву клану Макнікейл, щоб відрізнятися від клану Ніколсон.

## Історія клану Макнікейл

### Походження
Протягом століть клан жив і володів землями в місцевості Тротерніх (гельск. – Trotternish), що на острові Скай. Є запис про це в історичних документах, що датується 1507 роком. Проте Х'ю МакДональд у XVII столітті писав, що клан у більш давні часи поселився на острові Скай. Є кілька родоводів, що описують давню історію клану Макнікейл. Один із таких родоводів датується 1467 роком. Там вказується як предок клану Еван син Іоанна сина Нікейла (Нікола). Назва Нікейл вважається утвореною зі слів гельської та норвезької мови. Проте скандинався версія походження клану відкидається. У Середні віки острів Скай був частиною Королівства Островів – королівства, яке утворили кельти і вікінги. Це королівство стало частиною королівства Шотландія у 1266 році внаслідок Пертського договору. Ірландський історик Джон О’Харт описав генеалогію клану Макнікейл починаючи з Адама і Єви, включивши до предків клану ірландського короля Бреогана та верховного короля Ірландії Лугайда Мак Кона.   

### Рання історія клану Макнікейл
Є згадки в історичних документах XIV століття про Джона Мак Накіла чи Мак Накілда. Згадується також Джон Мак Нікол у документі, що датується 1467 роком. Записи XIV століття стосуються прихильника англійського короля Едуарда І під час воєн за незалежність Шотландії. Один з документів є листом короля Едуарда І написаного до своїх прихильників у Шотландії. Там згадуються Вільгельм граф Росс, Лахлан МакРуайрі та Джон Мак Накіл. У 1314  та 1315 році Едуард II – король Англії пише у трьох документах про своїх прихильників в Шотландії – Джона МакДугала Аргайлського, Дональда та Годфрі (очевидно з клану МакДональд), сера Патріка Грема та Джона Мак Накілда. Судячи по цих документах Джон Мак Накілд був впливовим вождем на Гебридських островах. У кінці XIV століття Барбур Брус написав поему, де згадується МакНікол, що брав участь в облозі Едвардом Брюсом замку Каррікфергус у 1316 році. 

### Історичні перекази
Згідно історичних переказів шотландських кланів, клан Макнікейл володів землями на острові Льюїс, але втратив ці володіння внаслідок шлюбу спадкоємиці цих земель з вождем клану МакЛауд. У XVII століття Джон Морісон писав: «... Онлі Макнікейл дочка Торквілла, що перший носив це ім’я одружилась з сином Клавдія сином Оліфеуса, що був нащадком королів Норвегії і клан Макнікейл втратив всі свої володіння на острові Льюїс...» Крім того в рукописі Баннатін вказується, що клан Макнікейл походить від королів острова Менн і що клан втратив всі свої володіння на острові Льюїс в результаті шлюбу. Також в рукописі говориться, що одна гілка клану Макнікейл жила в місцевості Ватерніх на острові Скай біля земель клану МакЛауд. В інших історичних переказах розповідається, що клан Макнікейл володів землями Ассінт та Койгах, замком Мік Нікейл біля Улларула, що на основній частині Шотландії. 
Історичні перекази клану МакДональд розповідають, що вождь клану МакНікол був вбитий у Північної Уїсті Олафом Чорним – королем Королівства Островів. Це сталося судячи по всьому до 1153 році – дати смерті Олафа Чорного. Проте, можливо, ця історія стосується не Олафа Чорного, а його діда Олафа Червоного. Є також версія, що нинішній герб вождів клану МакЛауд включає елементи герба вождів клану Макнікейл, що перейшов до них разом з землями. 

### XVII – XIX століття
Під час громадянської війни на Британських островах клан Макнікейл воював на боці клану МакДональд зі Сліту. 
Преподобний Дональд Ніколсон Скоррібрек – вождь клану Макнікейл у XVII столітті мав 23-ьох дітей, він став предком багатьох родин на острові Скай. У 1689 році Дональд відмовився присягати на вірність королю Вільгельму III, за це його переслідували і вигнали з приходу, позбавили титулів і посад. Немає ніяких доказів того, що вожді клану Макнікейл підтримували рух і повстання якобітів, але перекази і легенди стверджують, що люди з клану Макнікейл брали участь в битві під Каллоден в лавах якобітів і після поразки повстання переховували ватажків повстання та принца Чарльза. Клан зберігає навіть пасмо волосся та чашу, які по їх словам належали принцу, коли він перебував на землях Скоррібрек. Ще одна людина з клану – Дональд Ніколсон Раасей теж переховував самозванця після поразки повстання. Дональда потім схопили і катували, але він не видав таємниці, де переховується принц. Олександ МакКензі в своїй «Історії клану МакКензі» стверджує, що Ангус Ніколсон Сторновей підняв 300 чоловіків з острова Льюїс і приєднався до якобітів.
У XIX столітті становище клану Макнікейл погіршало, багато людей клану змушені були емігрувати. У 1826 році син вождя клану Макнікейл оселився на острові Тасманія.  

### XX століття
У 1934 році Норман Олександр Ніколсон - спадкоємець посади вождя клану Макнікейл отримав право володіти гербом вождів клану на якому зображено три голови яструбів, емблему (гребінь) з девізом SGORR-A-BHREAC. У 1980 році син Нормана Олександр подав прохання визнати його вождем клану Макнікейл. Він проживає нині місті Баллін (Новий Південний Уельс, Австралія). 

## Замки клану Макнікейл
Замок МакНікол – відомий також як замок Сторновей на острові Льюїс. Цей замок був головним замком клану Макнікейл, але потім він перейшов у володіння клану МакЛауд в результаті дина стійного шлюбу. Замок мав багату історію, був захоплений і зруйнований військами Кромвеля. 
Замок Скоррібрек – на острові Скай. Був деякий час резиденцією вождів клану Макнікейл. Можливо, дістався клану після битві під Ларгс у 1263 році. Вважається, що король Шотландії Джеймс V провів ніч у цьому замку у 1540 році. У XIX році вождь клану продав цей замок і землі навколо нього клану МакДональд. 